# Lega Nazionale Professionisti Serie A
La Lega Nazionale Professionisti Serie A (sigla LNPA), più comunemente nota come Lega Serie A, è un'associazione privata non riconosciuta della quale fanno parte le società affiliate alla Federazione Italiana Giuoco Calcio che partecipano alla Serie A del campionato italiano di calcio.
Fondata il 1º luglio 2010, la Lega ha sede a Milano ed organizza, nel rispetto delle norme federali, la Serie A, la Coppa Italia, la Supercoppa italiana, il Campionato Primavera 1, la Coppa Italia Primavera e la Supercoppa Primavera oltre a promuovere gli interessi delle società ad essa affiliate. Inoltre, gestisce, dal 2021, il campionato e coppa nazionale di massima serie negli eSports.
La Lega Serie A è un membro di European Leagues, associazione che riunisce le leghe professionistiche in Europa.

## Storia
La Lega Nazionale Professionisti Serie A nacque il 1º luglio 2010 per la scissione della Lega Nazionale Professionisti in due distinti organi, il secondo dei quali fu la Lega Nazionale Professionisti B destinata ad organizzare la serie cadetta.
La LNP era stata creata sulle ceneri del precedente comitato fascista, il Direttorio Divisioni Superiori, che a sua volta aveva sostituito la libera associazione originale, la Lega Nord fondata a Milano il 31 luglio 1921.

## Presidenti
Di seguito l'elenco dei presidenti della Lega Nazionale Professionisti Serie A, dalla costituzione nel 2010 ad oggi:
| Presidente           | Periodo       | Note                      |
| Maurizio Beretta     | 2010-2017     |                           |
| Ezio Maria Simonelli | 2017          | Reggente                  |
| Carlo Tavecchio      | 2017-2018     | Commissario straordinario |
| Giovanni Malagò      | 2018          | Commissario straordinario |
| Gaetano Miccichè     | 2018-2019     |                           |
| Mario Cicala         | 2019          |                           |
| Giancarlo Abete      | 2019-2020     |                           |
| Paolo Dal Pino       | 2020-2022     |                           |
| Luca Percassi        | 2022          | Vicepresidente reggente   |
| Lorenzo Casini       | 2022-2024     |                           |
| Ezio Maria Simonelli | 2024-presente |                           |

## Organico della Lega
L'organico della Lega corrisponde alle squadre iscritte alla Serie A, massima divisione del campionato italiano di calcio alla quale afferiscono, dalla stagione 2004-05, venti società.

## Organigramma
Di seguito è riportata la composizione del Consiglio di Lega, aggiornato al 20 dicembre 2024, quando è stato eletto presidente Simonelli.
- Presidente: Ezio Simonelli
- Vicepresidente del consiglio: Luca Percassi
- Amministratore delegato: Luigi De Siervo
- Consigliere di Lega indipendente: Gaetano Blandini
- Consiglieri: Tommaso Giulini, Maurizio Setti, Luca Percassi, Paolo Scaroni
- Consiglieri federali: Claudio Lotito, Giuseppe Marotta
- Presidente del Collegio dei revisori: Maurizio Dallocchio
- Componenti effettivi del Collegio dei revisori: Enrico Calabretta, Mario Tardini
- Supplente del Collegio dei revisori: Luigi Capitani